# Camille de La Berge
Camille de La Berge (* 5. April 1837 in Paris; † 13. März 1878) war ein französischer Literaturhistoriker und Numismatiker.

## Leben
Zur Herkunft von Camille de La Berge liegen keine Angaben vor; er war jedoch unter anderem mit den Malern Horace Vernet und Paul Delaroche verwandt.
Er besuchte das Collège Sainte-Barbe in Paris, besuchte anschließend die Forstschule und war darauf im Amt eines Generalgardisten; aufgrund seiner guten finanziellen Situation gab er diese Aufgabe jedoch nach kurzer Zeit auf und widmete sich historischen und archäologischen Studien. Im Januar 1866 erhielt er eine Anstellung als Kustos am Cabinet des Médailles der Bibliothèque nationale de France in Paris; nach seinem Tod folgte ihm dort Ernest Babelon.
Seine literarische Tätigkeit konzentrierte sich vorwiegend auf die Zeitschrift Revue critique d’histoire et de litterature, die sich mit der kritischen Bewertung neuer Publikationen in den Bereichen Geschichte, Literatur und Philologie beschäftigte. Seit Ende 1874 war er als Redakteur Teil dieser Publikation. Er war auch an den ersten Lieferungen des unter der Direktion von Charles Daremberg und Edmond Saglio erschienen Dictionnaire des antiquites grecques et romaines beteiligt und steuerte einige Artikel bei.
Kurz vor seinem Tod veröffentlichte er noch einige größere Arbeiten, so unter anderem seine lateinische und französische Doktordissertation De rebus Byzantiorum ante Constantinum und Essai sur le regne de Trajan.
Er pflegte eine Freundschaft mit dem Historiker Léon Renier (1809–1885).

## Mitgliedschaften, Ehrungen und Auszeichnungen
Camille de La Berge war ab 1870 Mitglied in der Association pour l’encouragement des études grecques en France. Auch war er Mitglied in der 1874 von Auguste Longnon und Gustave Fagniez gegründeten Gelehrtengesellschaft Société de l’histoire de Paris et de l’Île-de-France.
Camille de La Berge erhielt 1870 von der Academie des Inscriptions für seine Schrift Étude sur l’organisation des flottes romaines einen Preis.

## Schriften (Auswahl)
- Essai sur le règne de Trajan. Paris 1877 (Digitalisat).
- De rebus Byzantiorum ante Constantinum. Paris 1877 (Digitalisat).
- Bibliothèque de l’École des hautes études. Paris 1877 (Digitalisat).
- Camille de La Berge, Robert Mowat: Étude sur l’organisation des flottes romaines, mémoire posthume. 1887.[2]